# محمدرضا صحرایی
محمد رضا صحرایی(۱۳۰۶-۱۳۹۳) قدیمی‌ترین کشتی‌گیر ایران است.

## زندگی
محمدرضا صحرایی در سال ۱۳۰۶ در صحرابند اراک زاده شد. از ۱۸ سالگی به ورزش کشتی رو آورد و تا انتهای زندگی یعنی سال ۱۳۹۳ که در اثرسانحه تصادف درگذشت کشتی را رها نکرد.

## افتخارات
صحرایی به مسابقات خارجی اعزام نشد اما افتخاراتی در حد کشوری دارا بود.

## دوستی یا تختی
صحرایی از دوستان غلامرضا تختی بود.

## درگذشت
صحرایی در سن ۸۷ سالگی بر اثر تصادف درگذشت و در امامزاده باغ فیض ونک تهران و در نزدیکی یزدان رجبی مدفون گشت.